# Arrigo Fugassa
Arrigo Fugassa (Alassio, 7 novembre 1896 – Livorno, 27 aprile 1940) è stato uno scrittore italiano.

## Biografia
Figlio unico di Antonio ed Emilia Agnese, crebbe in una famiglia di tradizione marinara che contava armatori e capitani di mare i quali, concluse le avventure veliche dell’Ottocento, si dedicavano alle attività mercantili. Il nonno paterno, Francesco, era proprietario e comandante di una grossa scuna, l'"Amabile Maria", che operava nel Mediterraneo per i traffici con le isole e con la Provenza e la Catalogna. 
Studiò presso il Collegio Don Bosco di Alassio, dove ebbe modo di conoscere don Paolo Lingueglia (1869-1934), scrittore sensibile, conosciuto e lodato da Benedetto Croce, autore tra l’altro di quei Racconti marinareschi che sicuramente ispirarono i Racconti del nostromo, una delle prime opere di Fugassa, pubblicata nel 1927. Conseguita la licenza liceale nel 1915 si iscrisse alla Facoltà di Lettere dell’Università di Genova, ma già a novembre venne chiamato alle armi e, dopo un rapido periodo di addestramento a Genova, fu inviato al fronte dove rimase per tutta la durata della guerra con responsabilità di comando nel nuovo corpo dei Bombardieri. Fu decorato di croce di guerra al valor militare con la seguente menzione: “In pieno combattimento ricevuto l’ordine di recarsi ad assumere il comando di una sezione bombarde, e di rimetterla in efficienza, affrontava sotto violento tiro nemico il difficile compito con coraggio e serenità, riuscendo in breve nella difficile impresa. Gorizia, maggio 1917”. L’esperienza di quegli anni sarà rievocata nel suo libro Il fumo della bombarda, pubblicato nel 1931 e segnalato in occasione del premio Bagutta del 1932, come gli stessi giudici annunciarono sui giornali. 
Ripresi, dopo la guerra gli studi interrotti, si laureò in Lettere il 27 giugno 1920. Nell’anno scolastico 1920-21 prese servizio presso la Scuola Tecnica Nino Bixio di Genova e dall’anno successivo presso l’Istituto tecnico dei trasporti e logistica Nautico San Giorgio. Intanto collaborava a vari giornali (Il Caffaro, Il Corriere Mercantile, Il Giornale di Genova, Il Nuovo Cittadino, il Telegrafo di Livorno, La Gazzetta del Popolo, la rivista Italia Marinara, A Compagna, L’Avvenire d’Italia, Il Rinascimento Letterario) e scriveva saggi, traduzioni, novelle; lavori intrisi di passione marinaresca e di amore per la sua regione. Dopo gli anni genovesi, si trasferì a Livorno insieme alla moglie, l'insegnante Margherita Amicarelli, laureata in Fisica nel 1932 presso l’Università di Roma, che aveva sposato nel 1936 e che gli aveva dato una figlia. A Livorno fu preside dell’Istituto Magistrale. Le sue opere letterarie, riconosciute ed apprezzate dalla critica ufficiale e dalle autorità costituite, gli valsero la nomina a membro del Consiglio Superiore della Pubblica Istruzione. 
Morì tragicamente, investito da un filobus, il 27 aprile 1940, mentre passeggiava insieme a sua moglie incinta. 

## Pubblicazioni
- Accordi - Liriche, Tipografia Zappa Gamba e C., La Spezia 1922
- I racconti del nostromo, Alberto Giani, Torino 1927 (seconda edizione, Pavia, 1930)
- I fuochi di Natale – Leggenda drammatica, Genova 1928
- Per i Bombardieri del Re – Discorso in presenza del Duca di Pistoia, Genova 1929
- Alla Madonnetta – Discorso, Genova 1929
- Nelson, Edizioni Corbaccio, Milano 1931
- Il fumo della bombarda, Artigianelli, Pavia 1931
- A. De Vigny, Il suggello rosso e La veglia di Vincennes (Traduzione di Arrigo Fugassa), Casa editrice "Pro Familia”, Milano 1931
- A. De Vigny, La vita e la morte del capitano Renaud o Il bastoncino di giunco (Traduzione di Arrigo Fugassa), Casa editrice “Pro Familia”, Milano 1932
- Il gabbiano rosso, Biblioteca Vallecchi, Firenze 1933
- Grandi Corsari, Edizioni Corbaccio, Milano 1934
- Fiorindo e Chiarastella, Editore Giuseppe Carabba, Lanciano 1934
- Pascoli eroico -  Discorso alla Sagra delle Forbici in presenza di Maria Pascoli, Genova 1935
- Paesi e uomini di Liguria, Edizioni Le Fonti, Genova 1936